# 桐谷エリザベス
桐谷 エリザベス（きりたに エリザベス）は、日本のジャーナリスト。シンプルライフを提唱している。

## 経歴
アメリカ合衆国マサチューセッツ州ボストン出身。ホイートン大学文学部卒業。サンフランシスコ大学、ボストン大学大学院で自然科学を学ぶ。ハーバード大学医学部で心臓と肺の研究を行う。ハーバード大学付属病院で心臓手術における血液専門家として働き、1979年来日。それから17年間、東京・谷中にある大正時代築の長屋で暮らす。
1987年から「毎日デイリーニューズ」のコラムニスト、1989年からNHKに勤務、ラジオジャパンのアナウンサー、レポーター、プレゼンター、NHK総合テレビ2ヶ国語アナウンサーを務める。また新聞や雑誌にコラム等執筆、テレビ出演、講演、各種委員会の委員を務めるなどして活躍。著書『消えゆく日本』で日本文芸大賞ルポライター賞を受賞。夫は画家の桐谷逸夫。

## 著書
- 絵『あのねこ　このねこ』小長谷清実作、福音館書店、1993年
- 『Vanishing Japan: Traditions, Crafts & Culture』チャールズ・イー・タトル出版、1995年
- 『東京いま・むかし―消えゆく町並みと人情』桐谷逸夫共著、日貿出版社、1996年
- 『消えゆく日本―ワタシの見た下町の心と技』桐谷逸夫共著、丸善、1997年
- 『不便なことは素敵なこと』桐谷逸夫共著、マガジンハウス、1999年
- 『下町いま・むかし―変わりゆく東京の人情と町並み』日貿出版社、2003年
- 『日米人情すごろく―絵と文で綴る逸夫とエリザベスの一期一会』桐谷逸夫共著、日貿出版社、2006年
- 『東京・出会いと発見の旅―絵とエッセイでつづる』桐谷逸夫共著、日貿出版社、2008年
- 『日本人も知らなかったニッポン』吉野美耶子訳、中公文庫、2009年